# Адміністративний устрій Кропивницького району
Адміністративний устрій Кропивницького району — адміністративно-територіальний поділ Кропивницького району Кіровоградської області на 30 сільських рад, які об'єднують 75 населених пункти та підпорядковані Кропивницькій районній раді. Адміністративний центр — місто Кропивницький, хоча сам Кропивницький як місто обласного значення до району не входить.

## Список радКропивницького району
| №  | Назва                               | Центр                | Населені пункти                                                                            | Площа км² | Місце за площею | Населення (2001), чол. | Місце за населенням |
| -- | ----------------------------------- | -------------------- | ------------------------------------------------------------------------------------------ | --------- | --------------- | ---------------------- | ------------------- |
| 1  | Аджамська сільська рада             | с. Аджамка           | с. Аджамка с. Григорівка с. Павло-Миколаївка с. Привілля                                   |           |                 |                        |                     |
| 2  | Бережинська сільська рада           | с. Бережинка         | с. Бережинка с. Верхівці с. Макове                                                         |           |                 |                        |                     |
| 3  | Великосеверинівська сільська рада   | с. Велика Северинка  | с. Велика Северинка с. Кандаурове с. Лозуватка с. Підгайці                                 |           |                 |                        |                     |
| 4  | Веселівська сільська рада           | с. Веселівка         | с. Веселівка с. Зелений Гай                                                                |           |                 |                        |                     |
| 5  | Високобайрацька сільська рада       | с. Високі Байраки    | с. Високі Байраки с. Андросове с. Рожнятівка с. Чорний Кут                                 |           |                 |                        |                     |
| 6  | Вишняківська сільська рада          | с. Вишняківка        | с. Вишняківка                                                                              |           |                 |                        |                     |
| 7  | Вільненська сільська рада           | с. Вільне            | с. Вільне                                                                                  |           |                 |                        |                     |
| 8  | Володимирівська сільська рада       | с. Володимирівка     | с. Володимирівка с. Миронівка с. Олександрівка                                             |           |                 |                        |                     |
| 9  | Гаївська сільська рада              | с. Гаївка            | с. Гаївка с. Новогригорівка                                                                |           |                 |                        |                     |
| 10 | Грузьківська сільська рада          | с. Грузьке           | с. Грузьке                                                                                 |           |                 |                        |                     |
| 11 | Іванівська сільська рада            | с. Іванівка          | с. Іванівка с. Безводня                                                                    |           |                 |                        |                     |
| 12 | Івано-Благодатненська сільська рада | с. Івано-Благодатне  | с. Івано-Благодатне                                                                        |           |                 |                        |                     |
| 13 | Калинівська сільська рада           | с. Калинівка         | с. Калинівка                                                                               |           |                 |                        |                     |
| 14 | Карлівська сільська рада            | с. Карлівка          | с. Карлівка с. Ганнинське с. Дар'ївка                                                      |           |                 |                        |                     |
| 15 | Клинцівська сільська рада           | с. Клинці            | с. Клинці                                                                                  |           |                 |                        |                     |
| 16 | Миколаївська сільська рада          | с. Миколаївка        | с. Миколаївка с. Корлюгівка с. Олено-Косогорівка с. Українка с. Шевченкове с-ще Шостаківка |           |                 |                        |                     |
| 17 | Могутненська сільська рада          | с. Могутнє           | с. Могутнє с. Аврамівка                                                                    |           |                 |                        |                     |
| 18 | Назарівська сільська рада           | с. Назарівка         | с. Назарівка с. Оленівка                                                                   |           |                 |                        |                     |
| 19 | Новоолександрівська сільська рада   | с. Новоолександрівка | с. Новоолександрівка с. Медерове с. Молодецьке с. Нововолодимирівка                        |           |                 |                        |                     |
| 20 | Обознівська сільська рада           | с. Обознівка         | с. Обознівка с. Катеринівка                                                                |           |                 |                        |                     |
| 21 | Овсяниківська сільська рада         | с. Овсяниківка       | с. Овсяниківка                                                                             |           |                 |                        |                     |
| 22 | Олексіївська сільська рада          | с. Олексіївка        | с. Олексіївка с. Лісне с. Мальовниче с. Осикувате                                          |           |                 |                        |                     |
| 23 | Оситнязька сільська рада            | с. Оситняжка         | с. Оситняжка с. Петрове                                                                    |           |                 |                        |                     |
| 24 | Первозванівська сільська рада       | с. Первозванівка     | с. Первозванівка с. Зоря с. Неопалимівка с. Попівка с. Сонячне                             |           |                 |                        |                     |
| 25 | Покровська сільська рада            | с. Покровське        | с. Покровське с. Демешкове с. Любо-Надеждівка                                              |           |                 |                        |                     |
| 26 | Созонівська сільська рада           | с. Созонівка         | с. Созонівка                                                                               |           |                 |                        |                     |
| 27 | Соколівська сільська рада           | с. Соколівське       | с. Соколівське с. Липове с. Нова Павлівка с. Новопетрівка с. Черняхівка                    |           |                 |                        |                     |
| 28 | Степова сільська рада               | с. Степове           | с. Степове с. Паращине Поле                                                                |           |                 |                        |                     |
| 29 | Федорівська сільська рада           | с. Федорівка         | с. Федорівка с. Миколаївські Сади                                                          |           |                 |                        |                     |
| 30 | Червоноярська сільська рада         | с. Червоний Яр       | с. Червоний Яр                                                                             |           |                 |                        |                     |